# Curro dos Lobos
El  Curro dos Lobos es un conjunto etnológico creado como trampa para la caza de ejemplares vivos de lobo en la localidad de Barjacoba, perteneciente al municipio de Pías en la provincia Zamora (Castilla y León, España).
Barjacoba, al igual que las restantes localidades de la comarca de Sanabria, ha sido un territorio lobero por excelencia. El hombre, en su anhelo por reducir la capacidad depredadora de este cánido ideó a lo largo de la historia diversos tipos de trampas. El “curro” es uno de estos ejemplos, como también lo son el chorco, el cerrado lobero o la nevera. Todas estas construcciones se sitúan en la mitad norte de España.
La falta de documentación relacionada con el Curro dos Lobos, junto con su carácter popular, hace que su origen sea incierto. Se le atribuyen varios siglos de antigüedad, no siendo preciso el dato de si los construyeron los lugareños de Barjacoba o los pastores trashumantes en su deambular entre Extremadura y la cordillera Cantábrica. En la actualidad se encuentra rehabilitado, aunque sin uso desde mediados del siglo XX.

## Contexto
Las trampas para lobos son una muestra etnográfica del patrimonio del norte de la península ibérica. Existen ejemplos del mismo en los territorios de Cantabria, Castilla y León, Galicia, Navarra y en el norte de Portugal. Dada su presencia en un espacio geográfico tan amplio, su denominaciones son muy variadas, entre ellas las de fosos, loberas, corral, curros, cortellos, cousos, chorcos, pozos y callejos. Además, su existencia se encuentra ya presente en el Libro de la Montería de Alfonso XI.
En Castilla y León existen varios ejemplos en el norte de las provincias de Burgos, León y Zamora. En esta última provincia se conservan dos en la denominada Alta Sanabria: el “Curro dos Lobos” de Barjacoba y el “Cortello dos Lobos” de Lubián. Ambas pertenecen a lo que en la bibliografía especializada se denomina como “foso de cabrita”.

## Descripción
El Curro dos Lobos es una construcción propia de la arquitectura popular del noroeste español. Su finalidad es la de servir de trampa específica para la caza de ejemplares vivos de lobos. Se trata de un recinto de forma circular, con un diámetro de en torno a los veinte metros. Su interior, se encuentra delimitado con una pared de piedras ensambladas sin argamasa y de una altura de en torno a los tres metros. La cara interior de la pared está formada por lajas, es decir, por piedras planas que dificultan la huida del lobo del recinto. La parte superior está rematada con grandes losas, dispuestas de tal manera que formen un alero hacia el interior del recinto para evitar el salto del lobo hacia el exterior.
Esta construcción se encuentra situada a media montaña, a unos novecientos metros de Barjacoba. Su construcción se hizo aprovechando la inclinación de la ladera, de forma que la parte exterior del muro situado monte arriba, se encuentra a nivel del terreno. Esta última característica facilita la entrada del lobo en el recinto de un salto. En el interior, más o menos hacia el centro, existe un mogote de piedra que se utilizaba para atar el cebo, generalmente una cabra u oveja.
Para acceder a él hay un camino tradicional que aún conserva el lastrado de piedra, y que tenía como finalidad el facilitar el tránsito de los carros que acarreaban hierba, paja o leña. Aún se pueden ver las marcas que dejaron estos carros en el camino. Cerca de la aldea se encuentra la “Fonte do Pozaco”, un hermoso ejemplo de arquitectura auxiliar y que sirvió como abrevadero para el ganado. Más adelante está la llamada “Petada Grande”, aparece a la izquierda el paisaje del valle con los cultivos y prados más bajos, las manchas de roble de las laderas y los pastos en la cima de la sierra. Entre las vistas, y con un poco de atención, se puede observar un antiguo molino junto al regato y la “Cruz de Marta”, en las rocas más altas. Barjacoba está rodeada de cruces, que protegen los vecinos de los chaparrones y también sirven como referencia para orientarse en el monte. Al coronar la cuesta se llega al Curro dos Lobos, situado en una encrucijada de caminos.

## Funcionamiento
El Curro dos Lobos se usaba preferentemente durante los meses de invierno, ya que en verano el lobo solía dirigirse hacia territorios situados más al sur, principalmente a los llanos de la Meseta y a Portugal.
Su funcionamiento requiere la existencia de un cebo, generalmente una cabra u oveja, posiblemente cedidos por turno entre los vecinos, al igual que en el Cortello dos Lobos de Lubián. El balido y el olor del ovino indefenso, generalmente atado a un mogote, era suficiente reclamo como para que el lobo hiciera acto de presencia. Este, tras localizar el borde del recinto situado monte arriba y a ras de suelo, accede de un salto al interior en busca de la presa.
Una vez dentro, el lobo no tarda en ser consciente de que ha sido apresado, por lo que se dedica infructuosamente a buscar una salida. Esta conducta de supervivencia propicia que el cebo no suela ser atacado. 
Conocida la captura por cualquiera de los vecinos, y al grito de ¡lobo no curro! da aviso a los restantes vecinos del pueblo que, a su vez, son convocados con el repique de las campanas de la iglesia. Varios mozos del pueblo son los encargados de entrar en el recinto para reducir al Lobo.

## Actualidad
Actualmente el Curro dos Lobos se encuentra en buen estado a pesar de no haber sido restaurado. 
Tanto el “Cortello dos Lobos” de Lubián, como el “Curro dos Lobos” de Barjacoba han sido presentados, infructuosamente, en las Cortes de Castilla y León a fin de que la Junta de Castilla y León incoe el expediente oportuno para que sean declarados como bienes de interés cultural con categoría de conjunto etnológico.
En la actualidad no presenta puerta alguna, siendo visible en la pared un pequeño agujero por el que difícilmente podría entrar una persona.